# Central'na Rada

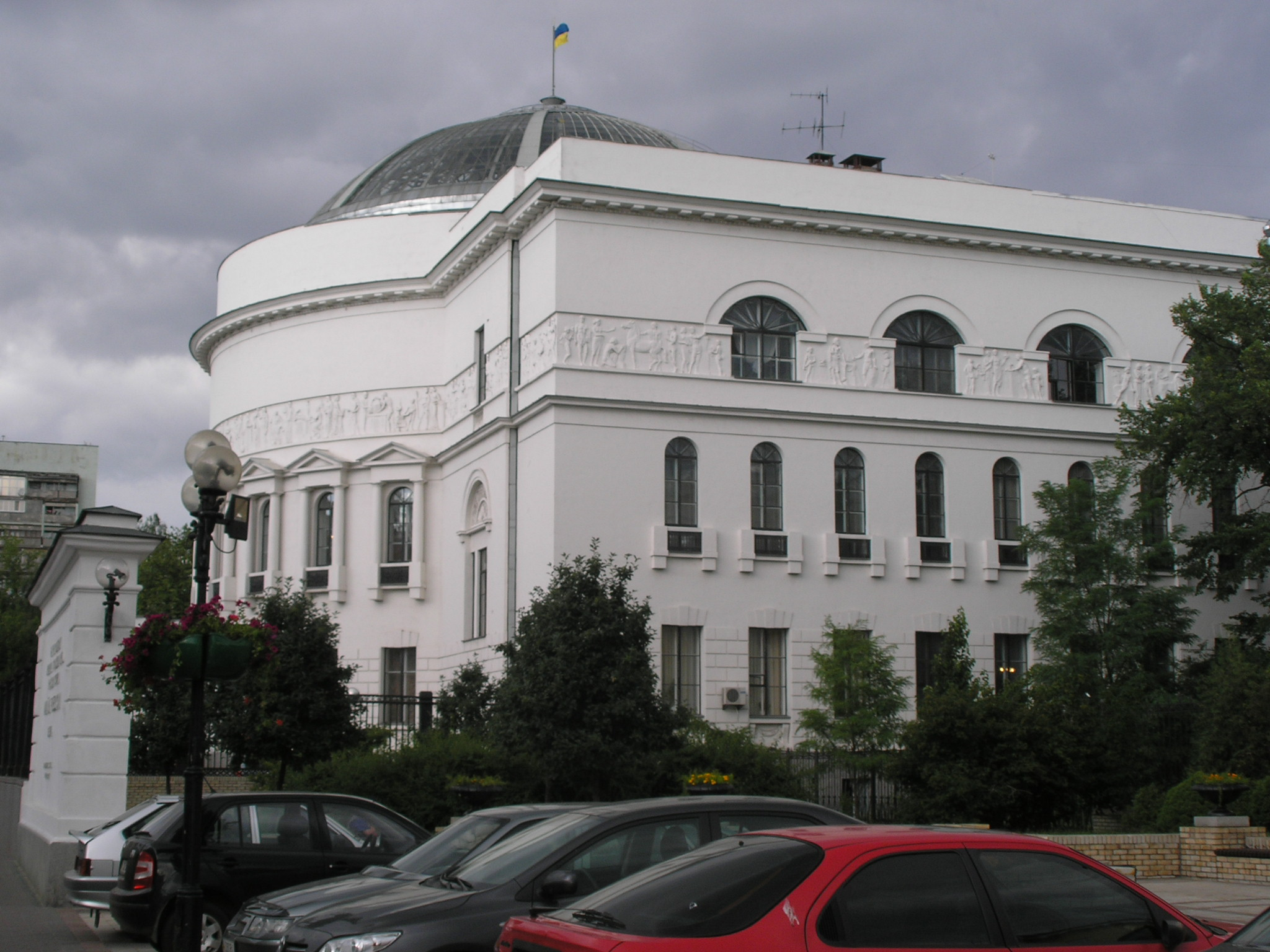
Luogo di riunione della Central'na Rada a Kiev.

La Central'na Rada, o Rada Centrale (in ucraino Центральна Рада?), fu l'organo di rappresentanza politica della Repubblica Popolare Ucraina costituitosi a Kiev il 17 marzo 1917, all'indomani della rivoluzione di febbraio che aveva segnato la fine dell'Impero russo e l'instaurazione della Repubblica russa.
L'assemblea, convocata da varie organizzazioni politiche (quali la Società dei Progressisti Ucraini, Товариство українських поступовців, e il Partito Operaio Socialdemocratico Ucraino, Украї́нська соціа́л-демократи́чна робітни́ча па́ртія), approvò quattro dichiarazioni ("universali") che segnarono il progressivo distacco dalla Russia:
- il 23 giugno 1917 dichiarò l'autonomia delle regioni ucraine[1];
- il 16 luglio 1917 si autodefinì «organo supremo della democrazia rivoluzionaria»[2];
- il 20 novembre 1917 proclamò la Repubblica Popolare Ucraina, comprensiva delle terre di Kiev, Podolia, Volinia, Černigov, Char'kov, Poltava, Ekaterinoslav, Cherson e Tauride (esclusa la Crimea), demandando a futuri negoziati la parziale annessione delle terre di Kursk, Cholm e Voronež[3];
- il 22 gennaio 1918 proclamò l'indipendenza del Paese, disponendo che la Repubblica Popolare Ucraina divenisse «uno stato indipendente, libero e sovrano del popolo ucraino»; manifestò la volontà di «vivere in armonia e amicizia con tutti i paesi vicini», ma ribadì che nessuno di loro avrebbe potuto «interferire nella vita della Repubblica ucraina indipendente»[4].

Le spinte autonomistiche provocarono la reazione della RSS Russa, ove i bolscevichi, dopo la rivoluzione d'ottobre, avevano assunto il potere. Il 16 dicembre 1917, infatti, il Consiglio dei commissari del popolo approvò un «Manifesto al popolo ucraino con richieste finali alla Rada ucraina» (Маніфест до українського народу з ультимативними вимогами до Української Ради): l'ultimatum, sottoscritto dal presidente Lenin, dal commissario per gli affari esteri Lev Trockij e da quello  per le nazionalità Stalin, chiedeva, fra l'altro, di rinunciare ad ogni aspirazione indipendentista e di fermare il disarmo dei reggimenti bolscevichi in Ucraina.
Il 20 dicembre 1917 il Segretariato generale ucraino evidenziò come il Consiglio dei commissari del popolo russo non avesse «il diritto di interferire negli affari interni dell'Ucraina», precisando che le unità bolsceviche russe avrebbero dovuto «realizzare le loro aspirazioni nazionali in Russia, non in Ucraina» e che l'Ucraina si sarebbe opposta «ai metodi bolscevichi per stabilire il potere».
Il 29 aprile 1918 la Rada dotò il Paese di una Costituzione, ma lo stesso giorno fu perpetrato un colpo di Stato: col sostegno delle truppe tedesche di stanza in Ucraina, il generale Pavlo Petrovyč Skoropads'kyj fu proclamato etmano dell'Ucraina.
Durante la sua breve esistenza (1917—1918), la Central'na Rada, diretta dallo storico ucraino Mychajlo Serhijovyč Hruševs'kyj, fu l'istituzione governativa fondamentale della Repubblica e mise in atto i principi di democrazia parlamentare e di indipendenza nazionale che non furono mai completamente dimenticati durante l'epoca sovietica.